# Sant Cristòfol Vell de Peramea
Sant Cristòfol Vell de Peramea fou una església romànica de la vila de Peramea, a l'antic terme municipal d'aquest mateix nom, i actual de Baix Pallars, a la comarca del Pallars Sobirà.
Estava situada uns 200 metres al sud de la vila de Peramea, al lloc on ara hi ha la Font de Sant Cristòfol. Fent de paret de la mateixa font hi ha restes constructives del que fou la capella, la titularitat de la qual al segle xiii fou traslladada a la parròquia de la vila.
El vestigi més important és una pica de les quatre de la font actual (la de l'extrem meridional): un sarcòfag de 2,03 metres de longitud per 0'44, a l'interior, en el lloc més ample, que correspon a les espatlles. La resta de piques de la font són també medievals, però tant poden ser ossaris com vasos per a oli. A l'entorn de la font s'han trobat més mostres del que devia ser un cementiri, fins a altres elements constructius de la capella desapareguda, que podria haver estat un edifici parroquial o una cel·la monàstica.